# Mario Götze
Mario Götze (Memmingen, 3 giugno 1992) è un calciatore tedesco, centrocampista o attaccante dell'Eintracht Francoforte. Con la nazionale tedesca è stato campione del mondo nel 2014.
In giovane età si è segnalato come uno dei migliori talenti della propria generazione. Nell'estate del 2013, con il trasferimento dal Borussia Dortmund al Bayern Monaco per 37 milioni di euro, è risultato il secondo calciatore tedesco più costoso della storia, alle spalle di Mesut Özil (passato nello stesso anno dal Real Madrid all'Arsenal per 50 milioni di euro).

## Biografia
È fratello dei calciatori Fabian e Felix: il primo, per altro nato il suo stesso giorno due anni prima e attualmente svincolato, ha militato nell'Unterhaching fino alla stagione 2014-2015; il secondo invece milita nel Rot-Weiss Essen.
Nell'agosto 2014 è stato scelto come testimonial del videogioco calcistico PES 2015.
È sposato con la modella, cantante e showgirl tedesca Ann-Kathrin Brömmel. I due, fidanzati dal 2012, sono convolati a nozze nel 2018. Il 5 giugno 2020 è nato il loro primo figlio, Rome.

## Caratteristiche tecniche
Centrocampista offensivo, Götze inizialmente veniva schierato anche come trequartista oppure come esterno nel 4-2-3-1 di Jürgen Klopp dimostrando polivalenza tattica. Il tecnico Pep Guardiola invece lo utilizzò come falso nove. Spesso inoltre gioca anche a centrocampo, sfruttando le proprie doti di inserimento senza palla. Possiede una buona visione di gioco, è veloce ed è molto abile nei dribbling. Dotato di un discreto fiuto del gol, è anche un buon assist-man ed è in possesso di un tiro sia potente che preciso con entrambi i piedi, nonostante giochi prevalentemente con il destro.

## Carriera

### Club

#### Inizi
Dopo aver giocato nelle giovanili di Ronsberg e Hombrucher, nel 2001 passa alle giovanili del Borussia Dortmund. Vince il campionato juniores Under-18 nel 2009. Nello stesso anno raggiunge la finale del torneo Under-19 persa 2 a 1 contro il Mainz.

#### Borussia Dortmund
Debutta con la prima squadra il 21 novembre 2009 in sostituzione di Jakub Błaszczykowski contro il Magonza. Il 29 agosto 2010 realizza il gol-vittoria contro lo Stoccarda. Contro il Karpaty in Europa League realizza il suo primo goal in competizioni UEFA.
Al termine della stagione si laurea campione di Germania con il Borussia Dortmund.
Nella stagione successiva si laurea campione per la seconda volta consecutiva, rendendosi protagonista anche in partite decisive ai fini della supremazia in classifica come in occasione dell'incontro con il Bayern Monaco in cui realizza il gol-partita.
Nel 2012-2013 giunge fino alla finale di Champions League, un derby tedesco contro il Bayern Monaco, squadra per la quale nel frattempo aveva firmato un contratto a partire dalla stagione successiva; tuttavia, a causa di un infortunio, non viene schierato nella gara decisiva; sono i bavaresi ad aggiudicarsi la Coppa.

#### Bayern Monaco

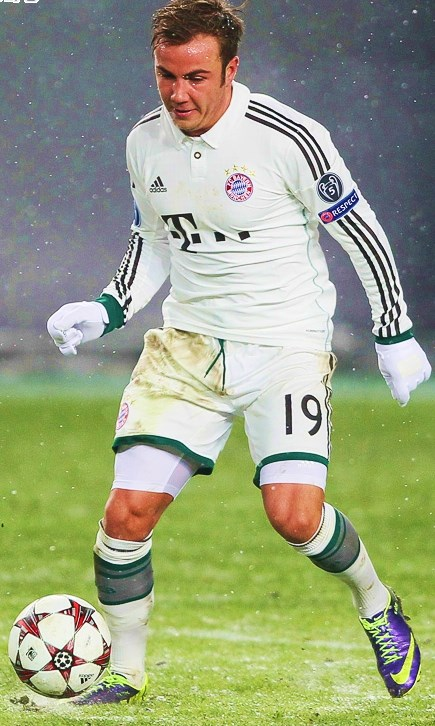
Mario Götze, nella stagione 2013-2014, con la maglia del.

Il 23 aprile 2013 il Bayern Monaco annuncia l'acquisto del giocatore tramite un comunicato sul sito ufficiale del club, pari al valore della clausola rescissoria del giocatore, 37 milioni di euro. Sceglie la maglia numero 19. Esordisce il 24 agosto contro il Norimberga, incontro vinto dal Bayern per 2-0.
Il 30 agosto entra nel secondo tempo durante la Supercoppa europea contro il Chelsea vincendo il suo primo trofeo con la società bavarese ai rigori (5-4), dopo il 2-2 dei supplementari.
Segna il suo primo gol con la compagine bavarese il 23 ottobre in Champions League alla terza giornata della fase a gironi contro il Viktoria Plzeň, incontro che termina 5-0 per la squadra allenata da Pep Guardiola. Il primo gol in campionato,con la nuova maglia, arriva solo 3 giorni più tardi, nell'incontro vinto 3-2 ai danni dell'Hertha Berlino. Il 23 novembre 2013 segna il suo secondo gol in campionato, andando a segno nella vittoria esterna per 3-0 dei bavaresi contro la sua ex squadra, il Borussia Dortmund.
Nel corso dell'annata conquista altri tre titoli con la squadra bavarese, la Coppa del mondo per club, la Bundesliga e la Coppa di Germania.
Il 26 aprile 2015 vince il secondo campionato di fila con il Bayern, il quarto della sua carriera.

#### Ritorno al Borussia Dortmund
Nell'estate del 2016 fa ritorno al Borussia Dortmund, club in cui era cresciuto. La prima presenza da quando è tornato a rivestire la maglia del Borussia Dortmund la trova alla seconda giornata di campionato, nella partita persa 1-0 sul campo dell'RB Lipsia. Il 14 settembre 2016 trova il primo gol dal suo ritorno in maglia giallonera nella prima partita del girone F di Champions League vinta 0-6 in casa del Legia Varsavia, mentre il 16 dicembre trova il primo gol in Bundesliga nel pareggio esterno per 2-2 in casa del Hoffenheim. Nel nuovo anno viene sempre fermato dagli infortuni fino a che non viene fermato definitivamente per recuperare completamente da tutti i problemi fisici, tra cui una disfunzione del metabolismo che rendeva difficile da parte dell'organismo bruciare grasso corporeo. Il 15 marzo con una nota sul sito ufficiale la società conferma che risponde bene alle cure e che dalla nuova stagione 2017-2018 potrà essere di nuovo disponibile completamente per la squadra.
Nella stagione 2019-2020 non rinnova il suo contratto in scadenza, lasciando di nuovo la società dopo 4 stagioni.

#### PSV
Il 6 ottobre 2020 firma un contratto biennale con il PSV Eindhoven. Il 18 e il 22 ottobre segna i suoi primi gol in Eredivisie contro il PEC Zwolle (0-3) e in Europa League contro il Granada (sconfitta per 1-2).

#### Eintracht Francoforte
Il 21 giugno 2022 fa ritorno in patria, firmando un contratto triennale con l'Eintracht Francoforte.

### Nazionale
Dopo le nazionali giovanili e la vittoria nell'Europeo Under-17 nel 2009, ha debuttato nella nazionale maggiore il 17 novembre 2010 a Göteborg, subentrando al 79' a Kevin Großkreutz (suo compagno al Borussia Dortmund) nella gara contro la Svezia, conclusasi 0-0. La sua seconda presenza arriva nell'incontro di amichevole contro l'Italia, finita 1 a 1, giocata il 9 febbraio 2011. Il suo primo gol in nazionale arriva alla sua settima presenza nell'incontro amichevole contro il Brasile tenutasi il 10 agosto 2011. Götze ha infatti siglato il momentaneo 3-0 per i padroni di casa grazie all'assist del compagno Toni Kroos, la partita è poi terminata con il risultato di 3-2 per la Germania. Il suo secondo gol con la Germania arriva nella partita valida per la qualificazione agli Europei 2012 contro l'Austria, partita vinta 6 a 2 e decisiva per la Germania per la qualificazione agli Europei.

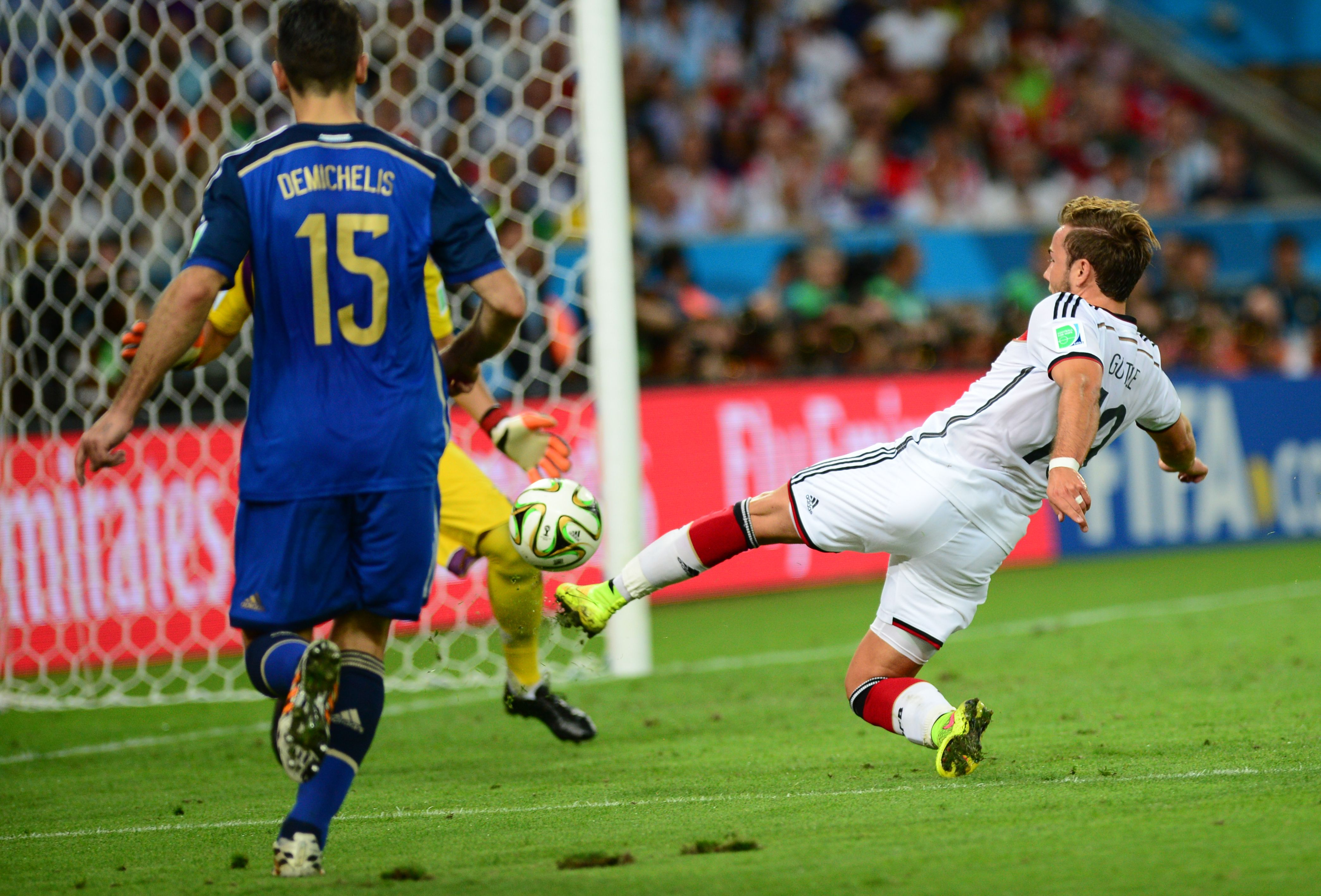
Il gol di Götze che, nella finale del Mondiale 2014, ha dato alla Germania il suo quarto titolo mondiale.

Il 7 maggio 2012, viene inserito dal CT Löw nella lista dei 27 pre-convocati per disputare l'Europeo 2012 che si giocherà in Polonia e Ucraina. Il 30 maggio viene inserito nella lista dei 23 definitiva: vestirà la maglia numero 19. Debutta nella competizione il 22 giugno, durante il quarto di finale all'ottantesimo della sfida con la Grecia, vinta dai tedeschi per 4-2, andando così a disputare la semifinale poi persa 2-1 contro l'Italia.
Convocato per il Mondiale 2014 in Brasile, Götze inizia la rassegna da titolare, andando anche in gol nel 2-2 contro il Ghana, per poi essere relegato al ruolo di subentrante nelle successive partite. La Germania arriva in finale battendo Algeria, Francia e Brasile. Il 13 luglio 2014 si laurea campione del mondo grazie alla vittoria in finale sull'Argentina, battuta per 1-0 ai tempi supplementari grazie al suo gol decisivo, uno stop e tiro all'interno dell'area di rigore, messo a segno dopo essere subentrato a Miroslav Klose negli ultimi minuti del secondo tempo.
Convocato per gli Europei 2016 in Francia, scende in campo in quattro occasioni durante la manifestazione. Dopo cinque anni di assenza dalla nazionale, a sorpresa viene convocato dal nuovo CT Flick per i Mondiali 2022 in Qatar, subentrando nella sfida persa 2-1 contro il Giappone.

## Statistiche

### Presenze e reti nei club
Statistiche aggiornate al 16 febbraio 2025.
| Stagione                   | Squadra                    | Campionato                 | Campionato | Campionato | Coppe nazionali | Coppe nazionali | Coppe nazionali | Coppe continentali | Coppe continentali | Coppe continentali | Altre coppe | Altre coppe | Altre coppe | Totale | Totale |
| Stagione                   | Squadra                    | Comp                       | Pres       | Reti       | Comp            | Pres            | Reti            | Comp               | Pres               | Reti               | Comp        | Pres        | Reti        | Pres   | Reti   |
| -------------------------- | -------------------------- | -------------------------- | ---------- | ---------- | --------------- | --------------- | --------------- | ------------------ | ------------------ | ------------------ | ----------- | ----------- | ----------- | ------ | ------ |
| 2009-2010                  | Borussia Dortmund          | BL                         | 5          | 0          | CG              | 0               | 0               | -                  | -                  | -                  | -           | -           | -           | 5      | 0      |
| 2010-2011                  | Borussia Dortmund          | BL                         | 33         | 6          | CG              | 2               | 0               | UEL                | 6                  | 2                  | -           | -           | -           | 41     | 8      |
| 2011-2012                  | Borussia Dortmund          | BL                         | 17         | 6          | CG              | 2               | 1               | UCL                | 6                  | 0                  | SG          | 1           | 0           | 26     | 7      |
| 2012-2013                  | Borussia Dortmund          | BL                         | 28         | 10         | CG              | 4               | 4               | UCL                | 11                 | 2                  | SG          | 1           | 0           | 44     | 16     |
| 2013-2014                  | Bayern Monaco              | BL                         | 27         | 10         | CG              | 4               | 1               | UCL                | 11                 | 3                  | SG+SU+Cmc   | 0+1+2       | 0+0+1       | 45     | 15     |
| 2014-2015                  | Bayern Monaco              | BL                         | 32         | 9          | CG              | 4               | 2               | UCL                | 11                 | 4                  | SG          | 1           | 0           | 48     | 15     |
| 2015-2016                  | Bayern Monaco              | BL                         | 14         | 3          | CG              | 2               | 1               | UCL                | 4                  | 2                  | SG          | 1           | 0           | 21     | 6      |
| Totale Bayern Monaco       | Totale Bayern Monaco       | Totale Bayern Monaco       | 73         | 22         |                 | 10              | 4               |                    | 26                 | 9                  |             | 5           | 1           | 114    | 36     |
| 2016-2017                  | Borussia Dortmund          | BL                         | 11         | 1          | CG              | 1               | 0               | UCL                | 4                  | 1                  | SG          | 0           | 0           | 16     | 2      |
| 2017-2018                  | Borussia Dortmund          | BL                         | 23         | 2          | CG              | 0               | 0               | UCL+UEL            | 5+4                | 0                  | SG          | 0           | 0           | 32     | 2      |
| 2018-2019                  | Borussia Dortmund          | BL                         | 26         | 7          | CG              | 2               | 0               | UCL                | 6                  | 0                  | -           | -           | -           | 34     | 7      |
| 2019-2020                  | Borussia Dortmund          | BL                         | 15         | 3          | CG              | 2               | 0               | UCL                | 4                  | 0                  | SG          | 0           | 0           | 21     | 3      |
| Totale Borussia Dortmund   | Totale Borussia Dortmund   | Totale Borussia Dortmund   | 158        | 35         |                 | 13              | 5               |                    | 46                 | 5                  |             | 2           | 0           | 219    | 45     |
| 2020-2021                  | PSV                        | ED                         | 18         | 5          | CO              | 1               | 0               | UEL                | 6                  | 1                  | -           | -           | -           | 25     | 6      |
| 2021-2022                  | PSV                        | ED                         | 29         | 4          | CO              | 5               | 2               | UCL+UEL+UECL       | 6+5+6              | 3+1+1              | SO          | 1           | 1           | 52     | 12     |
| Totale PSV                 | Totale PSV                 | Totale PSV                 | 47         | 9          |                 | 6               | 2               |                    | 23                 | 6                  |             | 1           | 1           | 77     | 18     |
| 2022-2023                  | Eintracht Francoforte      | BL                         | 32         | 3          | CG              | 6               | 0               | UCL                | 7                  | 0                  | SU          | 1           | 0           | 46     | 3      |
| 2023-2024                  | Eintracht Francoforte      | BL                         | 25         | 3          | CG              | 2               | 1               | UECL               | 9                  | 0                  |             |             |             | 36     | 4      |
| 2024-2025                  | Eintracht Francoforte      | BL                         | 17         | 2          | CG              | 3               | 0               | UEL                | 5                  | 2                  |             |             |             | 25     | 4      |
| Totale Eintracht Frankfurt | Totale Eintracht Frankfurt | Totale Eintracht Frankfurt | 74         | 8          |                 | 11              | 1               |                    | 21                 | 2                  |             | 1           | 0           | 107    | 11     |
| Totale carriera            | Totale carriera            | Totale carriera            | 352        | 74         |                 | 40              | 12              |                    | 116                | 22                 |             | 9           | 2           | 517    | 110    |

### Cronologia presenze e reti in nazionale
| Cronologia completa delle presenze e delle reti in nazionale ― Germania | Cronologia completa delle presenze e delle reti in nazionale ― Germania | Cronologia completa delle presenze e delle reti in nazionale ― Germania | Cronologia completa delle presenze e delle reti in nazionale ― Germania | Cronologia completa delle presenze e delle reti in nazionale ― Germania | Cronologia completa delle presenze e delle reti in nazionale ― Germania | Cronologia completa delle presenze e delle reti in nazionale ― Germania | Cronologia completa delle presenze e delle reti in nazionale ― Germania |
| Data                                                                    | Città                                                                   | In casa                                                                 | Risultato                                                               | Ospiti                                                                  | Competizione                                                            | Reti                                                                    | Note                                                                    |
| ----------------------------------------------------------------------- | ----------------------------------------------------------------------- | ----------------------------------------------------------------------- | ----------------------------------------------------------------------- | ----------------------------------------------------------------------- | ----------------------------------------------------------------------- | ----------------------------------------------------------------------- | ----------------------------------------------------------------------- |
| 17-11-2010                                                              | Göteborg                                                                | Svezia                                                                  | 0 – 0                                                                   | Germania                                                                | Amichevole                                                              | -                                                                       | 78’                                                                     |
| 9-2-2011                                                                | Dortmund                                                                | Germania                                                                | 1 – 1                                                                   | Italia                                                                  | Amichevole                                                              | -                                                                       | 46’                                                                     |
| 26-3-2011                                                               | Kaiserslautern                                                          | Germania                                                                | 4 – 0                                                                   | Kazakistan                                                              | Qual. Euro 2012                                                         | -                                                                       | 78’                                                                     |
| 29-3-2011                                                               | Mönchengladbach                                                         | Germania                                                                | 1 – 2                                                                   | Australia                                                               | Amichevole                                                              | -                                                                       | 64’                                                                     |
| 29-5-2011                                                               | Sinsheim                                                                | Germania                                                                | 2 – 1                                                                   | Uruguay                                                                 | Amichevole                                                              | -                                                                       | 79’                                                                     |
| 7-6-2011                                                                | Baku                                                                    | Azerbaigian                                                             | 1 – 3                                                                   | Germania                                                                | Qual. Euro 2012                                                         | -                                                                       | 81’                                                                     |
| 10-8-2011                                                               | Stoccarda                                                               | Germania                                                                | 3 – 2                                                                   | Brasile                                                                 | Amichevole                                                              | 1                                                                       | 88’                                                                     |
| 2-9-2011                                                                | Gelsenkirchen                                                           | Germania                                                                | 6 – 2                                                                   | Austria                                                                 | Qual. Euro 2012                                                         | 1                                                                       | 85’                                                                     |
| 6-9-2011                                                                | Danzica                                                                 | Polonia                                                                 | 2 – 2                                                                   | Germania                                                                | Amichevole                                                              | -                                                                       |                                                                         |
| 7-10-2011                                                               | Istanbul                                                                | Turchia                                                                 | 1 – 3                                                                   | Germania                                                                | Qual. Euro 2012                                                         | -                                                                       |                                                                         |
| 11-11-2011                                                              | Kiev                                                                    | Ucraina                                                                 | 3 – 3                                                                   | Germania                                                                | Amichevole                                                              | -                                                                       | 66’                                                                     |
| 15-11-2011                                                              | Amburgo                                                                 | Germania                                                                | 3 – 0                                                                   | Paesi Bassi                                                             | Amichevole                                                              | -                                                                       | 65’                                                                     |
| 26-5-2012                                                               | Basilea                                                                 | Svizzera                                                                | 5 – 3                                                                   | Germania                                                                | Amichevole                                                              | -                                                                       | 78’                                                                     |
| 31-5-2012                                                               | Lipsia                                                                  | Germania                                                                | 2 – 0                                                                   | Israele                                                                 | Amichevole                                                              | -                                                                       | 86’                                                                     |
| 22-6-2012                                                               | Danzica                                                                 | Germania                                                                | 4 – 2                                                                   | Grecia                                                                  | Euro 2012 - Quarti                                                      | -                                                                       | 80’                                                                     |
| 15-8-2012                                                               | Francoforte sul Meno                                                    | Germania                                                                | 1 – 3                                                                   | Argentina                                                               | Amichevole                                                              | -                                                                       | 74’                                                                     |
| 7-9-2012                                                                | Hannover                                                                | Germania                                                                | 3 – 0                                                                   | Fær Øer                                                                 | Qual. Mondiali 2014                                                     | 1                                                                       | 87’                                                                     |
| 11-9-2012                                                               | Vienna                                                                  | Austria                                                                 | 1 – 2                                                                   | Germania                                                                | Qual. Mondiali 2014                                                     | -                                                                       | 46’                                                                     |
| 16-10-2012                                                              | Berlino                                                                 | Germania                                                                | 4 – 4                                                                   | Svezia                                                                  | Qual. Mondiali 2014                                                     | -                                                                       | 67’                                                                     |
| 14-11-2012                                                              | Amsterdam                                                               | Paesi Bassi                                                             | 0 – 0                                                                   | Germania                                                                | Amichevole                                                              | -                                                                       | 72’                                                                     |
| 22-3-2013                                                               | Astana                                                                  | Kazakistan                                                              | 0 – 3                                                                   | Germania                                                                | Qual. Mondiali 2014                                                     | 1                                                                       |                                                                         |
| 26-3-2013                                                               | Norimberga                                                              | Germania                                                                | 4 – 1                                                                   | Kazakistan                                                              | Qual. Mondiali 2014                                                     | 1                                                                       |                                                                         |
| 11-10-2013                                                              | Colonia                                                                 | Germania                                                                | 3 – 0                                                                   | Irlanda                                                                 | Qual. Mondiali 2014                                                     | -                                                                       | 86’                                                                     |
| 15-10-2013                                                              | Solna                                                                   | Svezia                                                                  | 3 – 5                                                                   | Germania                                                                | Qual. Mondiali 2014                                                     | 1                                                                       | 46’                                                                     |
| 15-11-2013                                                              | Milano                                                                  | Italia                                                                  | 1 – 1                                                                   | Germania                                                                | Amichevole                                                              | -                                                                       | 59’                                                                     |
| 19-11-2013                                                              | Londra                                                                  | Inghilterra                                                             | 0 – 1                                                                   | Germania                                                                | Amichevole                                                              | -                                                                       |                                                                         |
| 5-3-2014                                                                | Stoccarda                                                               | Germania                                                                | 1 – 0                                                                   | Cile                                                                    | Amichevole                                                              | 1                                                                       | 83’                                                                     |
| 1-6-2014                                                                | Mönchengladbach                                                         | Germania                                                                | 2 – 2                                                                   | Camerun                                                                 | Amichevole                                                              | -                                                                       | 58’                                                                     |
| 6-6-2014                                                                | Magonza                                                                 | Germania                                                                | 6 – 1                                                                   | Armenia                                                                 | Amichevole                                                              | 2                                                                       | 75’                                                                     |
| 16-6-2014                                                               | Salvador                                                                | Germania                                                                | 4 – 0                                                                   | Portogallo                                                              | Mondiali 2014 - 1º turno                                                | -                                                                       |                                                                         |
| 21-6-2014                                                               | Fortaleza                                                               | Germania                                                                | 2 – 2                                                                   | Ghana                                                                   | Mondiali 2014 - 1º turno                                                | 1                                                                       | 69’                                                                     |
| 26-6-2014                                                               | Recife                                                                  | Stati Uniti                                                             | 0 – 1                                                                   | Germania                                                                | Mondiali 2014 - 1º turno                                                | -                                                                       | 76’                                                                     |
| 30-6-2014                                                               | Porto Alegre                                                            | Germania                                                                | 2 – 1 dts                                                               | Algeria                                                                 | Mondiali 2014 - Ottavi                                                  | -                                                                       | 46’                                                                     |
| 4-7-2014                                                                | Rio de Janeiro                                                          | Francia                                                                 | 0 – 1                                                                   | Germania                                                                | Mondiali 2014 - Quarti                                                  | -                                                                       | 83’                                                                     |
| 13-7-2014                                                               | Rio de Janeiro                                                          | Argentina                                                               | 0 – 1 dts                                                               | Germania                                                                | Mondiali 2014 - Finale                                                  | 1                                                                       | 88’                                                                     |
| 3-9-2014                                                                | Düsseldorf                                                              | Germania                                                                | 2 – 4                                                                   | Argentina                                                               | Amichevole                                                              | 1                                                                       | 57’                                                                     |
| 7-9-2014                                                                | Dortmund                                                                | Germania                                                                | 2 – 1                                                                   | Scozia                                                                  | Qual. Euro 2016                                                         | -                                                                       |                                                                         |
| 11-10-2014                                                              | Varsavia                                                                | Polonia                                                                 | 2 – 0                                                                   | Germania                                                                | Qual. Euro 2016                                                         | -                                                                       |                                                                         |
| 14-10-2014                                                              | Gelsenkirchen                                                           | Germania                                                                | 1 – 1                                                                   | Irlanda                                                                 | Qual. Euro 2016                                                         | -                                                                       |                                                                         |
| 14-11-2014                                                              | Norimberga                                                              | Germania                                                                | 4 – 0                                                                   | Gibilterra                                                              | Qual. Euro 2016                                                         | 1                                                                       |                                                                         |
| 18-11-2014                                                              | Vigo                                                                    | Spagna                                                                  | 0 – 1                                                                   | Germania                                                                | Amichevole                                                              | -                                                                       | 84’                                                                     |
| 25-3-2015                                                               | Kaiserslautern                                                          | Germania                                                                | 2 – 2                                                                   | Australia                                                               | Amichevole                                                              | -                                                                       | 73’                                                                     |
| 29-3-2015                                                               | Tbilisi                                                                 | Georgia                                                                 | 0 – 2                                                                   | Germania                                                                | Qual. Euro 2016                                                         | -                                                                       | 87’                                                                     |
| 10-6-2015                                                               | Colonia                                                                 | Germania                                                                | 1 – 2                                                                   | Stati Uniti                                                             | Amichevole                                                              | 1                                                                       | 73’                                                                     |
| 13-6-2015                                                               | Faro                                                                    | Gibilterra                                                              | 0 – 7                                                                   | Germania                                                                | Qual. Euro 2016                                                         | -                                                                       | 36’                                                                     |
| 4-9-2015                                                                | Francoforte sul Meno                                                    | Germania                                                                | 3 – 1                                                                   | Polonia                                                                 | Qual. Euro 2016                                                         | 2                                                                       |                                                                         |
| 7-9-2015                                                                | Glasgow                                                                 | Scozia                                                                  | 2 – 3                                                                   | Germania                                                                | Qual. Euro 2016                                                         | -                                                                       | 86’                                                                     |
| 8-10-2015                                                               | Dublino                                                                 | Irlanda                                                                 | 1 – 0                                                                   | Germania                                                                | Qual. Euro 2016                                                         | -                                                                       | 35’                                                                     |
| 26-3-2016                                                               | Berlino                                                                 | Germania                                                                | 2 – 3                                                                   | Inghilterra                                                             | Amichevole                                                              | -                                                                       | 79’                                                                     |
| 29-3-2016                                                               | Monaco di Baviera                                                       | Germania                                                                | 4 – 1                                                                   | Italia                                                                  | Amichevole                                                              | 1                                                                       | 61’                                                                     |
| 29-5-2016                                                               | Augusta                                                                 | Germania                                                                | 1 – 3                                                                   | Slovacchia                                                              | Qual. Euro 2016                                                         | -                                                                       |                                                                         |
| 4-6-2016                                                                | Gelsenkirchen                                                           | Germania                                                                | 2 – 0                                                                   | Ungheria                                                                | Qual. Euro 2016                                                         | -                                                                       | 79’                                                                     |
| 12-6-2016                                                               | Lilla                                                                   | Germania                                                                | 2 – 0                                                                   | Ucraina                                                                 | Euro 2016 - 1º turno                                                    | -                                                                       |                                                                         |
| 16-6-2016                                                               | Saint-Denis                                                             | Germania                                                                | 0 – 0                                                                   | Polonia                                                                 | Euro 2016 - 1º turno                                                    | -                                                                       | 66’                                                                     |
| 21-6-2016                                                               | Parigi                                                                  | Irlanda del Nord                                                        | 0 – 1                                                                   | Germania                                                                | Euro 2016 - 1º turno                                                    | -                                                                       | 55’                                                                     |
| 7-7-2016                                                                | Marsiglia                                                               | Germania                                                                | 0 – 2                                                                   | Francia                                                                 | Euro 2016 - Semifinale                                                  | -                                                                       | 67’                                                                     |
| 31-8-2016                                                               | Mönchengladbach                                                         | Germania                                                                | 2 – 0                                                                   | Finlandia                                                               | Amichevole                                                              | -                                                                       |                                                                         |
| 4-9-2016                                                                | Oslo                                                                    | Norvegia                                                                | 0 – 3                                                                   | Germania                                                                | Qual. Mondiali 2018                                                     | -                                                                       | 72’                                                                     |
| 8-10-2016                                                               | Amburgo                                                                 | Germania                                                                | 3 – 0                                                                   | Rep. Ceca                                                               | Qual. Mondiali 2018                                                     | -                                                                       |                                                                         |
| 11-10-2016                                                              | Hannover                                                                | Germania                                                                | 2 – 0                                                                   | Irlanda del Nord                                                        | Qual. Mondiali 2018                                                     | -                                                                       |                                                                         |
| 11-11-2016                                                              | Serravalle                                                              | San Marino                                                              | 0 – 8                                                                   | Germania                                                                | Qual. Mondiali 2018                                                     | -                                                                       | 71’                                                                     |
| 15-11-2016                                                              | Milano                                                                  | Italia                                                                  | 0 – 0                                                                   | Germania                                                                | Amichevole                                                              | -                                                                       | 70’                                                                     |
| 14-11-2017                                                              | Colonia                                                                 | Germania                                                                | 2 – 2                                                                   | Francia                                                                 | Amichevole                                                              | -                                                                       | 65’                                                                     |
| 23-11-2022                                                              | Al Rayyan                                                               | Germania                                                                | 1 – 2                                                                   | Giappone                                                                | Mondiali 2022 - 1º turno                                                | -                                                                       | 79’                                                                     |
| 1-12-2022                                                               | Al Khor                                                                 | Costa Rica                                                              | 2 – 4                                                                   | Germania                                                                | Mondiali 2022 - 1º turno                                                | -                                                                       | 67’                                                                     |
| 25-3-2023                                                               | Magonza                                                                 | Germania                                                                | 2 – 0                                                                   | Perù                                                                    | Amichevole                                                              | -                                                                       | 46’                                                                     |
| Totale                                                                  |                                                                         | Presenze                                                                | 66                                                                      |                                                                         | Reti                                                                    | 17                                                                      |                                                                         |

## Palmarès

### Club

#### Competizioni nazionali
- Campionato tedesco: 5

Borussia Dortmund: 2010-2011, 2011-2012
Bayern Monaco: 2013-2014, 2014-2015, 2015-2016
- Coppa di Germania: 4

Borussia Dortmund: 2011-2012, 2016-2017
Bayern Monaco: 2013-2014, 2015-2016
- Supercoppa di Germania: 1

Borussia Dortmund: 2019
- Coppa dei Paesi Bassi: 1

PSV: 2021-2022
- Supercoppa dei Paesi Bassi: 1

PSV: 2021

#### Competizioni internazionali
- Supercoppa UEFA: 1

Bayern Monaco: 2013
- Coppa del mondo per club: 1

Bayern Monaco: 2013

### Nazionale
- Campionato europeo di calcio Under-17: 1

2009
- Campionato mondiale: 1

Brasile 2014

### Individuale
- Medaglia d'Oro Fritz Walter (Under 17): 1

2009
- Medaglia d'Oro Fritz Walter (Under 18): 1

2010
- European Golden Boy: 1

2011